# بروميد الفاناديوم الثلاثي
بروميد الفاناديوم الثلاثي (أيضأً يُعرف باسم ثلاثي بروميد الفاناديوم) ، VBr3 . في الحالة - الصلبة ، هذه الأنواع بوليمرية حيث أن الفاناديوم الثلاثي ثماني الأوجه محاط بستة ليجندات بروميد .
يحضر بروميد الفاناديوم الثلاثي عن طريق معالجة كلوريد الفاناديوم الرباعي بحمض الهيدروبروميك .
2 VCl4 + 8 HBr → 2 VBr3 + 8 HCl + بروم
محصول التفاعل عن طريق بروميد الفاناديوم الرباعي غير المستقر ، VBr4 ، والذي يطلق البروم عند درجة الحرارة الغرفة .
مثل كلوريد الفاناديوم الثلاثي ، بروميد الفاناديوم الثلاثي ، يشكل معقدات أحمر - بني يذوب في ثنائي ميثوكسي إيثانول ورباعي هيدروفيوران THF ، مثل mer-VBr3(THF)3 .
تحضر المحاليل المائية من بروميد الفاناديوم الثلاثي والذي يحتوي على الملح في الهيئة ترانس [VBr2(H2O)4]+ . يعطي تبخر هذه المحاليل الملح في الهيئة ترانس [VBr2(H2O)4]Br .